# Łukasz Drozd
Łukasz Drozd (ur. 4 marca 1982) – polski muzyk pochodzący z Rybnika, producent muzyczny, kompozytor i realizator dźwięku. Współtwórca wielu piosenek i albumów polskich jak również zagranicznych artystów.
W roli producenta muzycznego działalność prowadzi od końca lat ’90, współpracując z artystami sceny alternatywnej (m.in. hipiersoniK, Muariolanza, Grubson, Strefa, Massive Experimental Quartet, The Underground Man, Beatweens) i w późniejszym okresie również z artystami sceny głównego nurtu (m.in. Formacja Nieżywych Schabuff, Tulia, Feel, Piotr Kupicha, Kasia Popowska, Tomasz Lubert, Olek Klepacz, Andrzej Rybiński, Kasia Wilk, Ewa Farna, Antek Smykiewicz, Marcin Kindla, Rafał Brzozowski, Maria Niklińska), Three of Us, Anna Malek.
Od roku 2013 występuje jako artysta solowy pod pseudonimem OZD. Wydał debiutancki album długogrający Journey (2016) oraz EP OZD (2015). Współpracuje z artystami kabaretowymi i teatralnymi m.in. Kabaret Młodych Panów (wcześniej w okresie 1999-2002 również jako członek kabaretu DuDu), Teatr Mariana Bednarka, jak również z telewizją współtworząc warstwę muzyczną m.in. do piosenki serialu Rodzinka.pl, czołówki serialu Na ratunek 112 i Septagon. W roku 2017 nominowany do nagrody człowieka roku miasta Rybnik w kategorii kultura. Znany ze współpracy z polskim kompozytorem Marcinem Kindla z którymi od 2006 roku tworzą duet producencki MAMAMUSIC (Marcin Kindla, Michał Kuczera, Łukasz Drozd).   Piosenka Magdaleny Tul „Jestem” przy produkcji której brał udział, reprezentowała Polskę na Konkursie Piosenki Eurowizji w 2011 roku.

## Wybrana dyskografia, współpraca
- OZD – Journey (2016) – autorski album solowy. Wykonawcy zaproszeni: Brian Fentress (USA), Lenny Hamilton (USA), Kasia Malenda, Kajubosky, Weronika Skalska, Kasia Swobodzińska,  Pierre (perkusja), Leszek Hurtig (Bass), Przemysław Hanaj (Gitara elektryczna).  Universal Music Polska[28]  Single: Wake Up[29], All right, Feelings[30]
- Kasia Popowska – Tlen (2014)[31].  Lece tam (2015)[32]
- Kindla – Nowy Dzien (2009)[33]
- Marcin Kindla – Teraz i tu (2011)[34]
- hipiersoniK – Czarna Skrzynka (2013)[35]
- Tulia – Tulia (2018)[36]
- Tulia – Półmrok (2021)[36]
- Three Of Us - Szklany sufit (2021)[18]
- Anna Malek[19] - Odnaleźć siebie (2023), Zwariowałam (2022)
- Formacja Nieżywych Schabuff – Ludzie są fajni (2016), Poranki[37] (2017), Bursztyn (2015)[38]
- Feel – Feel 3 (2011)[39]
- Piotr Kupicha, Marcin Kindla – Może jeszcze się spotkamy (2012)
- Agnieszka Adamczewska – Na wszystko przyjdzie czas (2018)[40], W moje oczy patrz (2018)[41]
- Agata Nizińska – Reason (2017)[42], Dobro zło (2018)[43]
- The Underground Man – Hysteria (2016)
- Maria Niklińska – Maria (2015)[44], Na północy (2014), Ile Jeszcze (2015)[45]
- Rodzinka.pl (2011)
- Alexandra – Popłyniemy daleko (2011)[46]
- Stachursky – Boski Plan (2012)[47]